# Terapia láser de bajo nivel

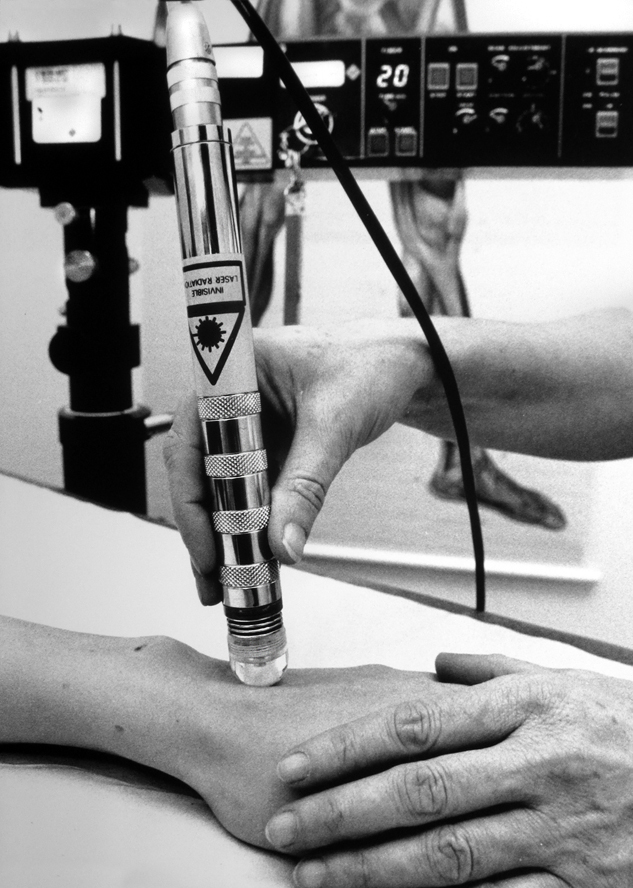
Terapia láser de bajo nivel

La terapia con láser de baja potencia (LLLT, por sus siglas en inglés) es una forma de tratamiento médico y veterinario basada en la Fotobioestimulación ( técnica parecida a la cromoterapia, desautorizada en los tribunales de EE. UU. hace muchos años, que utiliza láser de baja potencia o diodos luminosos led con el objeto de modificar la actividad celular. LLLT es una disciplina  cada vez más reconocida por la medicina convencional, y se investiga en la actualidad con el propósito de determinar si existe realmente algún efecto beneficioso verificable. Existen varios ensayos clínicos que avalan esta terapia, y se siguen estudiando los posibles efectos colaterales, los cuáles por el momento no se han encontrado en ninguno de los ensayos realizados.
En ensayos clínicos como en el caso de Dolor articular (Articulación temporomandibular), Sapienza University en Roma, Italia  se demuestra en el ensayo clínico a doble ciego, llevado a cabo en 90 pacientes, ha mostrado una reducción significativa del dolor en el grupo activo frente al placebo. Significado estadístico: p<0.01
La reducción del dolor del grupo activo no fue diferente al grupo que se trató con medicamentos..Aún existen dudas sobre la dosis, frecuencia, pulsos, momento de la aplicación, y duración. 

## Historia
En 1967, Endre Mester, el precursor del láser de baja potencia (LLLT por sus siglas en inglés) y estudiante de la Universidad de Semmelweis, experimentó los efectos del láser sobre el cáncer de piel. Mediante la aplicación de láser para la rasurada del dorso de los ratones, se dio cuenta de que el pelo volvió a crecer más rápido en el grupo tratado que en el grupo no tratado.

## Fundamento científico
Varios ensayos clínicos han demostrado el impacto positivo de la tecnología láser de baja intensidad en el tratamiento del dolor, las afecciones ortopédicas, la inflamación, las lesiones deportivas y las heridas. Miles de publicaciones, y más de 100 estudios a doble ciego, han respaldado la eficacia de la terapia de láser de baja intensidad.
La eficacia de la tecnología láser de baja intensidad para el tratamiento del dolor y las heridas se ha demostrado en 5 ensayos clínicos a doble ciego, entre ellos destacamos los siguientes:
1-Dolor articular (Articulación temporomandibular), Sapienza University en Roma, Italia https://pubmed.ncbi.nlm.nih.gov/30999823/
2-Dolor articular (Articulación temporomandibular), Universidad de Parma, Italia, https://www.ncbi.nlm.nih.gov/pubmed/25941425
3-Post Laminectomía, Hospital Beneficência de Sao Paulo, Brasil, Publicado en: American Society for Laser Medicine and Surgery (Sociedad Americana de Medicina y Cirugía Láser) (2014) https://bibliotecatede.uninove.br/bitstream/tede/1148/2/Vanessa%20Milanesi%20Holanda.pdf.
4-Implantología dental, Health Care Institution de Perm, Rusia, https://www.researchgate.net/publication/316564723_THE_EFFECTIVENESS_OF_B-CURE_LASER_DENTAL_PRO_LASER_THERAPY_TECHNOLOGY_IN_DENTAL_IMPLANTATION
5-Úlceras en pie diabético. Hadassah Medical Center (Centro Médico Hadassah), Israel, https://pubmed.ncbi.nlm.nih.gov/34052927/
Al menos existen 7 ensayos clínicos en curso.
Esta terapia está basada en la Fotobiomodulacion en las cuales el láser de baja intensidad acelera la producción de ATP (trifosfato de adenosina), este proceso se llama “fotobiomodulación” y constituye de efectos fotoquímicos, en lugar de efectos térmicos, sobre los tejidos vivos y bioestimula células y tejidos. Cuando la luz láser es absorbida por un tejido vivo, desencadena reacciones biológicas en las células. Varias sustancias químicas endógenas se producen en las células y son transportadas por la sangre y el flujo linfático a otras partes del sistema. Por lo tanto, los efectos de la luz láser fría pueden no ser solo locales, sino que también pueden lograr amplios efectos sistémicos.

## Indicaciones
En la actualidad está ampliamente utilizado; su modo se utiliza cada vez más en diversos tratamientos de las instituciones privadas de salud pública en todo el mundo.
Los campos de aplicatión son: la osteopatía y la fisioterapia, medicina general, acupuntura, Odontología, Neurología, la adicción (alcohol, drogas, tabaco, etc), Dermatología, prácticas veterinarias, etc. En países como Cuba la terapia láser se usa como terapia estatal como un paliativo a la escasez de medicamentos convencionales y de especialistas de alto nivel que se escuentran realizando misiones estatales en el extranjero.  La terapia se incluye en otro amplio grupo de terapias no demostradas, conocidas como ‘Medicina Natural y Tradicional’, muy promovida por el estado por razones similares,  a pesar de que un láser no tiene nada de lo uno o lo otro, pues el primer láser fue construido en 1960.
A pesar de la falta de consenso sobre el uso ideal de ésta terapia, tanto los protocolos como las pruebas específicas para la LLLT sugieren que podría ser efectiva aliviando, al menos, en el corto plazo, el dolor en la artritis reumatoidea y quizás también para los problemas crónicos de las articulaciones, y de la cervicalgia crónica y aguda. Sin embargo no hay evidencia suficiente para afirmar la utilidad de la LLLT en el tratamiento de la lumbalgia, como tampoco en la cicatrización de las heridas.